# 扎盧日扎 (別列扎內區)
49°34′29″N 24°54′27″E / 49.57472°N 24.90750°E
扎盧日扎（烏克蘭語：Залужжя）是位於烏克蘭西南部的村莊，由泰爾諾皮爾州泰爾諾皮爾區的貝雷扎尼市鎮負責管轄。該村面積9.17平方公里，2014年人口90，人口密度每平方公里133人。